# Prospalta albomaculata
Prospalta albomaculata är en fjärilsart som beskrevs av Moore 1867. Prospalta albomaculata ingår i släktet Prospalta och familjen nattflyn. Inga underarter finns listade i Catalogue of Life.